# Val-de-Reuil
Val-de-Reuil ist eine französische Gemeinde mit 12.939 Einwohnern (Stand: 1. Januar 2022) im Département Eure in der Region Normandie. Sie gehört zum Arrondissement Les Andelys und zum Kanton Val-de-Reuil. Die Einwohner werden Rolivalois genannt.

## Geografie
Val-de-Reuil liegt etwas westlich der Seine, südlich vom Zusammenfluss mit der Eure im Osten des großen Walds Forêt domaniale de Bord-Louviers (auch Forêt de Louviers oder Forêt de Bord genannt).

## Geschichte
Die Gemeinde entstand in den 1970er Jahren in Folge der Schaffung der villes nouvelles. Nach der Gemeinde Le Vaudreuil wurde die Siedlung zunächst als Le Vaudrieul-Ville Nouvelle genannt (1981). Den heutigen Namen bekam die Gemeinde – um Verwechslungen zu vermeiden – 1983.
Die Gemeinde Val-de-Reuil wurde 1981 aus Teilen von Le Vaudreuil, Incarville, Porte-Joie, Poses, Saint-Étienne-du-Vauvray, Saint-Pierre-du-Vauvray und Tournedos-sur-Seine gebildet.
Während die Ortschaft in den 1970er Jahren noch 421 Einwohner hatte, stieg die Einwohnerzahl bis 2006 spürbar an:
- 1982: 04.254
- 1990: 11.373
- 1999: 13.245
- 2006: 13.595
- 2011: 13.233
- 2018: 13.114

## Partnerschaften
Es bestehen Gemeindepartnerschaften mit:
- Ritterhude, Niedersachsen, Deutschland
- Sztum, Woiwodschaft Pommern, Polen
- Workington, Cumbria, England, Vereinigtes Königreich

## Sehenswürdigkeiten
- Menhir von Basse-Crémonville (Monument historique seit 1927)
- Menhir von Haute-Crémonville (Monument historique seit 1978)
- Astrolabium im Stadtzentrum

## Persönlichkeiten
- Bernard Amsalem (* 1951), Leichtathletikfunktionär und Kommunalpolitiker